# Всероссийское демократическое совещание

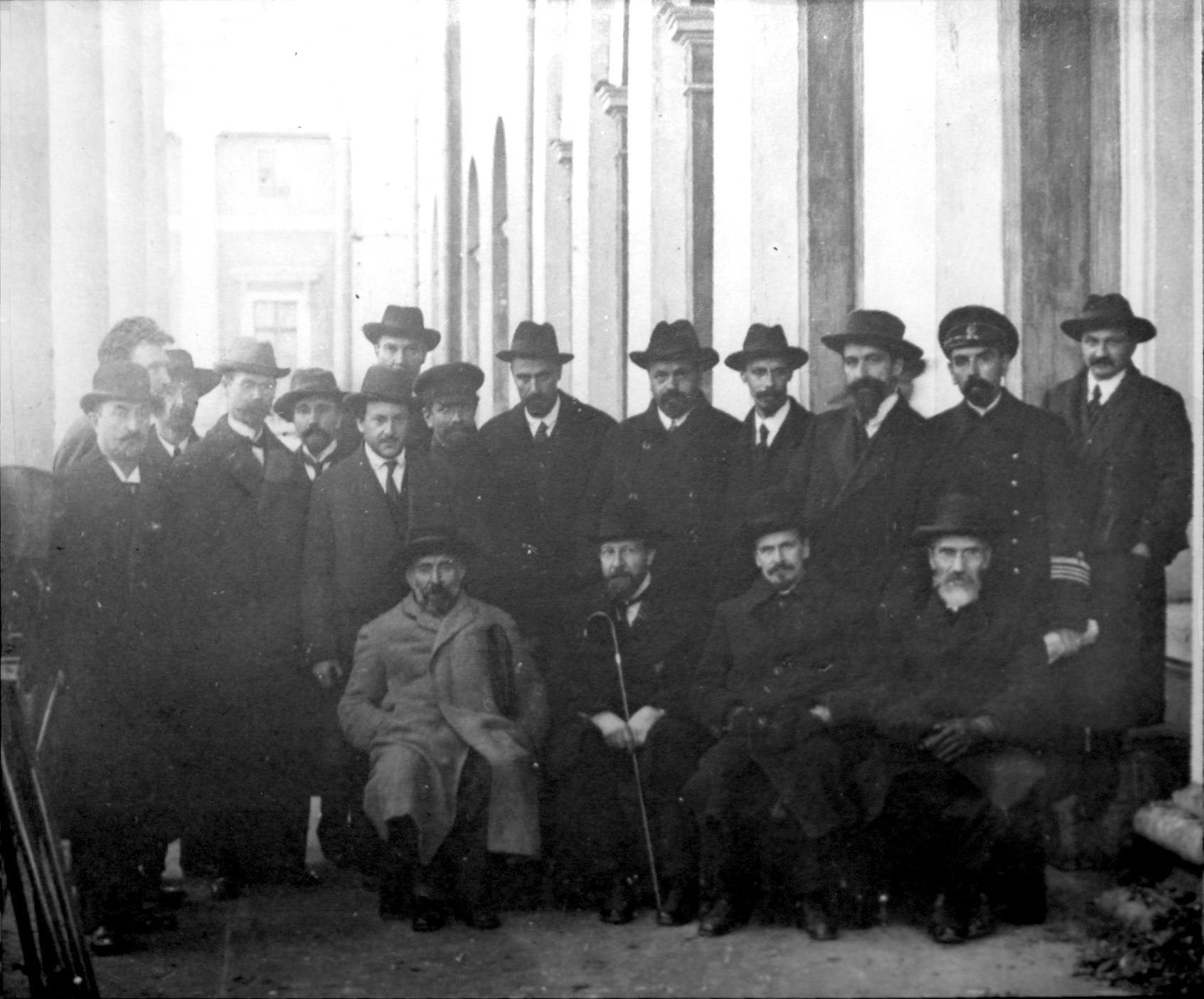
Президиум всероссийского демократического совещания (Петроград, Александринский театр, 14-22 сентября 1917 года по старому стилю)

Всеросси́йское демократи́ческое совеща́ние (Демократи́ческое совеща́ние) — совещание представителей политических партий и общественных организаций, проходившее в Петрограде 14—22 сентября (27 сентября — 5 октября) 1917 г. Итогом Совещания стало создание Предпарламента.

## Предыстория
Решение о созыве Демократического совещания — в противовес Московскому государственному совещанию — было принято на объединённом заседании ЦИК Советов рабочих и солдатских депутатов и Исполкома Всероссийского Совета крестьянских депутатов 3 сентября 1917 года. Непосредственным толчком послужило выступление Л. Г. Корнилова и спровоцированный им крах очередной правительственной коалиции; в телеграмме, приглашавшей представителей партий и общественных организаций принять участие в совещании, подписанной председателями ЦИКов Н. С. Чхеидзе и Н. Д. Авксентьевым, говорилось о «созыве в Петрограде съезда всей организованной Демократии России для создания сильной революционной власти, способной объединить всю революционную Россию для отпора внешним врагам и для подавления всяких покушений на завоеванную свободу». Открытие совещания было назначено на 12 (25) сентября 1917 г.
Цель совещания один из его инициаторов член ЦИК Совета РСД Ф. И. Дан объяснял следующим образом:
Идея Демократического Совещания, созванного после и в противоположность Общегосударственному Совещанию в Москве, связывалась в умах инициаторов его с сознанием необходимости образования однородного демократического правительства взамен правительства коалиционного, правительства с участием представителей буржуазии, явно начавшего разваливаться после пресловутого июньского наступления на фронте и получившего смертельную рану в дни Корниловского восстания. Я не берусь утверждать, что все руководящие члены Центрального Исполнительного Комитета так именно смотрели на задачи Демократического Совещания, но могу категорически утверждать, что так именно смотрели на них наиболее видные члены ЦИК и такова именно была моя собственная точка зрения... Мысль, руководившая нами при созыве Демократического Совещания, состояла в том, чтобы попытаться создать демократическую власть, опирающуюся не только на те элементы революционной демократии в тесном смысле этого слова, которые сосредоточились в Советах, но и на те, которые имели прочную базу в кооперативах и органах местного самоуправления (городских думах и земствах)... Нас поощряли к тому успехи в деле сближения с этою «несоветской» демократией, достигнутые ещё на Государственном Совещании в Москве: как известно, после долгих споров и пререканий и кооператоры, и демократические представители земств и городов подписали политическую и экономическую платформу, составленную делегацией ЦИК и оглашённую Чхеидзе от имени всей демократии на заседании Совещания 14 августа
Действительно, цель Совещания не все понимали так, как Дан: его товарищ по партии И. Г. Церетели на самом Совещании утверждал, что «однородное демократическое правительство» не будет жизнеспособным. Он же сформулировал другую задачу этого форума: создать представительный орган, которому до Учредительного собрания было бы подотчётно Временное правительство.
Инициативу Церетели очень по-разному расценили правые и левые. Лидер партии конституционных демократов П. Н. Милюков писал: «Таким образом, демократическое совещание становилось выше правительства, которое делалось ответственным перед ним. Но ведь это как раз и было то самое, к чему стремились большевики, когда хотели передачи „всей власти советам“. Затея Церетели являлась по существу полной капитуляцией перед планами Ленина и Троцкого». «Как раз наоборот — возражал Л. Д. Троцкий — затея Церетели была направлена на то, чтобы парализовать борьбу большевиков за власть советов. Соглашатели создавали для себя новую базу, пытаясь задавить советы искусственным сочетанием всякого рода организаций. Демократы распределяли голоса по собственному усмотрению, руководствуясь одной заботой: обеспечить себе бесспорное большинство».

## Состав
Всего, по данным «Известий», в Демократическом совещании участвовали 1582 делегата, в том числе: от городских самоуправлений — 300, от Советов РСД и КД — по 230, от земств — 200, от организаций армии и флота — 125, от общей кооперации — 120, от профсоюзов — 100, от национальных организаций — 60, от рабочей кооперации — 38, от казачьих организаций — 35, от экономических организаций — 33, от Союза железнодорожников — 27, от торгово-промышленных служащих и земских комиссий — по 20, от продовольственных комитетов — 17, от Учительского союза — 15, от Почтово-телеграфного союза — 12, от фельдшеров — 5 и по 1-2 делегата от Союза женских демократических организаций, Союза увечных воинов и т. п. («Известия», выпуски от 8 и 10 сентября 1917 г.). Совещание, назначенное на 12 (25) сентября, открылось в Александринском театре с опозданием, 14 (27) сентября 1917 года, когда съехалось более 1000 делегатов. Из политических партий наибольшее представительство имели эсеры — 532 («Известия» ещё не делили их на правых и левых), 400 делегатов записались как беспартийные, меньшевиков оказалось 172, большевиков — 136, «трудовиков» (представителей Трудовой Народно-социалистической партии) — 55, представителей национальных социалистических партий — 28, украинских эсеров — 23, бундовцев — 15 («Известия», выпуски от 14 и 17 сентября 1917 г.).

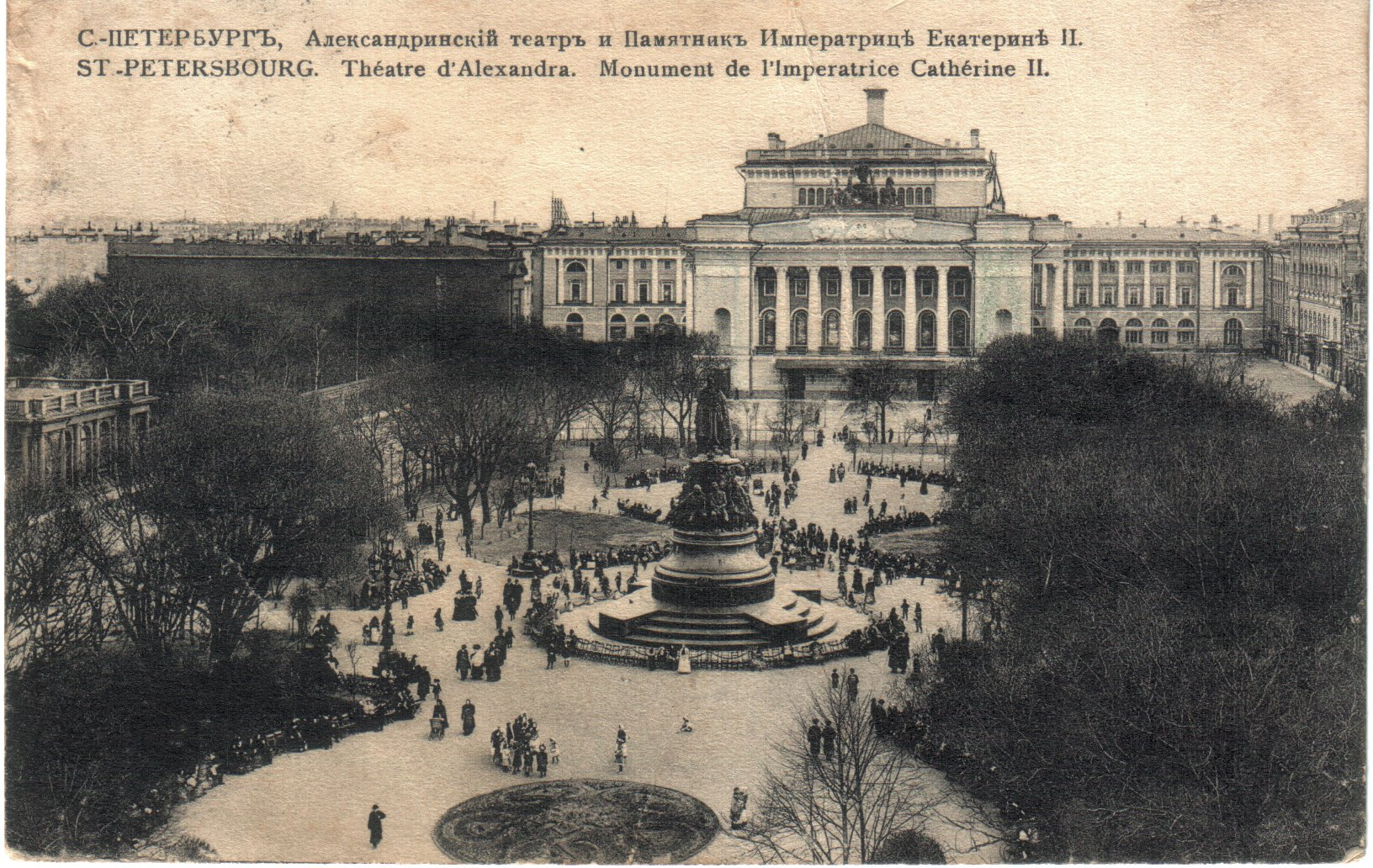
Александринский театр на почтовой открытке 1917 года.

Среди приглашенных были также министры Временного правительства (А. М. Никитин, А. И. Верховский, Д. Н. Вердеревский, К. А. Гвоздев) и члены дипломатического корпуса от союзных держав.

## Решения
По главному вопросу, о составе правительства — должно ли оно быть однородным демократическим или коалиционным и какой должна быть коалиция, с кадетами (которых обвиняли в сочувствии и пособничестве Корнилову) или без — договориться не удалось: противоречивые голосования по этому вопросу в итоге свели их на нет. С одной стороны, большинство голосовало за коалицию с буржуазией; с другой стороны, большинство проголосовало за коалицию без кадетов, главной буржуазной партии и единственной действительно влиятельной. «Директории», временно замещавшей распавшееся правительство, оставалось лишь гадать, с кем она должна создавать одобренную большинством Совещания коалицию. В конечном итоге выступления Церетели и Керенского привели к принятию резолюции о допустимости коалиции с кадетами.
Второй принципиальный вопрос, вынесенный на повестку дня Демократического совещания, касался создания представительного органа — так называемого Предпарламента (Всероссийского демократического совета). В проекте резолюции поддерживалась идея создания Предпарламента и одобрялось участие кадетов в этом органе, указывалось на необходимость обеспечить в нём преобладающее влияние представителей демократических партий. В проекте резолюции также говорилось о подотчётности Временного правительства Предпарламенту. Предполагаемое назначение Предпарламента в ходе обсуждения изменилось: подотчётность правительства Предпарламенту из окончательной резолюции исчезла и в итоге он превратился в некое представительство, призванное санкционировать создание правительства, а в дальнейшем служить при нём совещательным органом. Правительство позже существенно изменило и состав Предпарламента. Отношение к Предпарламенту ещё в период работы Демократического совещания разделило большевиков на «правых» и «левых»: первые во главе с Л. Б. Каменевым искали в нём возможности мирного развития революции; вторые во главе с Л. Д. Троцким считали, что это подобранное сверху представительство, не отражающее реальное соотношение сил, призвано подменить собою действительное волеизъявление народа, создать опору правительству, неспособному проводить необходимые реформы и не желающему покончить с войной и участие большевиков в Предпарламенте означало бы не что иное, как поддержку Временного правительства.
20 сентября (3 октября) 1917 на заседании президиума Демократического совещания был сформирован Всероссийский демократический совет (Предпарламент), в котором большевики (после увеличения его состава Временным правительством за счёт представителей так называемых «цензовых» организаций и учреждений — партии кадетов, торгово-промышленных объединений и др.) получили лишь 58 мест из 555.
В ЦК РСДРП(б) голоса по поводу участия в работе Предпарламента разделились примерно поровну; 20 сентября (3 октября) 1917 вопрос был вынесен на решение фракции большевиков в Демократическом совещании с участием членов Петроградского комитета РСДРП(б), где сторонники бойкота Предпарламента оказались в меньшинстве (50 против 77). Однако соотношение сил изменилось после того, как Троцкого поддержал скрывавшийся в подполье В. И. Ленин (о том, что вопрос о бойкоте обсуждался, лидер большевиков узнал лишь 23 сентября (6 октября) 1917). Ленин заявил, что «единственное назначение [Предпарламента] — отвлечь рабочих и крестьян от растущей революции» и 29 сентября (12 октября) 1917 назвал решение большевиков участвовать в его работе «позорным» и «вопиющей ошибкой».
7 (20) октября 1917, в день открытия Предпарламента, Троцкий от имени фракции большевиков огласил декларацию, объяснявшую, почему большевики не считают возможным участвовать в этом предприятии. Он заявил, что «…создана власть, в которой и вокруг которой явные и тайные корниловцы играют руководящую роль… Цензовые элементы вошли во Временный совет в таком количестве, на какое, как показывают все выборы в стране, они не имеют права… С этим правительством народной измены … мы ничего не имеем общего… да здравствует немедленный, честный демократический мир, вся власть Советам, вся земля народу, да здравствует Учредительное собрание!» В знак протеста большевики покинули зал заседания и приступили к разработке планов ликвидации «временной власти» и передачи её в руки Советов путём установления диктатуры пролетариата.
Таким образом, итоговым результатом работы Демократического совещания стало создание нового коалиционного правительства центристского толка с одной стороны и создание Предпарламента, бойкотированного большевиками — с другой.
При этом полномочия как самого Демократического совещания, так и созданного им Предпарламента вызывали большие сомнения и у правых (кадетов и всех, кто был правее кадетов), и у левых (большевиков, левых эсеров, левых меньшевиков). Удовлетворения от принятых им решений не получили и сами инициаторы — правые социалисты. В частности, Ф. И. Дан писал:
...Демократического правительства из Демократического Совещания не вышло. Более того. Официальным представителям ЦИК пришлось с самого начала отказаться от проведения на Совещании линии безусловного разрыва коалиции и создания чисто демократической власти, а отстаивать лишь выработку платформы, на основе которой могли бы принимать участие в правительстве все группы, готовые эту платформу проводить в жизнь. Я лично без особого восторга относился к такого рода политике после того, как столько прекрасных «платформ» было написано со времени образования первого коалиционного правительства без сколько-нибудь решительного результата в смысле проведения в жизнь того, что в этих «платформах» было самого существенного...    
 
Главная причина неудачи заключалась в позиции, занятой группами «не советской» демократии. При подробном обсуждении положения с представителями этих групп обнаружилось, что они несколько иначе смотрят на подписанную в Москве программную декларацию, чем я и значительное число ближайших моих товарищей по ЦИК...

...В результате Демократического Совещания мы получили даже не коалиционное правительство, а какой-то коалиционный недоносок: ни один из сколько-нибудь видных вождей социалистических партий в правительстве не участвовал; но и «министры-капиталисты» не принадлежали к руководящим буржуазным партиям, а были сплошь «дикими»